# 円満院
- 圓滿院（旧字体、歴史的な表記）
- 圓満院（新旧混用、今日の当寺院が使用）[1]
- 円満院（新字体、主に報道が使用）

円満院（えんまんいん、旧字体：圓滿院、新旧混用：圓満院）は、滋賀県大津市園城寺町にある天台宗系単立の寺院。山号は長等山。本尊は不動明王。門跡寺院。近畿三十六不動尊第25番札所。かつては天台宗寺門派（天台寺門宗）三門跡の一つであった。
寺内には本堂や宸殿のほか、宿坊・三密殿と大津絵美術館が併設されている。

## 歴史
寛和3年（987年）に村上天皇の皇子悟円法親王により京都岡崎に「平等院」として創建されたと伝わるが、平安時代中期の参議・藤原資房の日記『春記』には、園城寺の明尊大僧正が長久元年（1040年）に後朱雀天皇の支援を受けて岡崎の地に新しい寺を創建し「圓滿院」と命名したという消息が記されている。悟円の子である永円が初代院主となった。
永承7年（1052年）、関白藤原頼通が父の道長の別荘であった宇治殿を寺院に改めて、平等院の明尊大僧正をこの新寺院の開山とした。その際に平等院の名称をこの宇治の新寺院の名称として譲り、当院はあらたに明尊大僧正によって円満院と名付けられたとする。
悟円法親王入寺以降も当院は歴代皇族の入室する門跡寺院として、また天台宗寺門派（天台寺門宗）の三門跡の一つとして隆盛を誇った。また、通称として室町時代後期までは三井平等院とも桜井の宮とも呼ばれていた。
江戸時代の初期に現在地に移転し、正保4年（1647年）には寝殿が明正天皇より下賜されている。
1869年（明治2年）1月、大津県（現・滋賀県）庁が当院の宸殿に置かれるが、1888年（明治21年）6月、新たな県庁舎（旧滋賀県庁）が出来、移転していった。
1947年（昭和22年）、天台寺門宗から独立する。

## 競売問題
2009年（平成21年）5月、重要文化財に指定されている宸殿など建物9棟と庭園など土地約1万4000平方メートルが大津地方裁判所によって競売にかけられ、約10億6700万円で滋賀県甲賀市内の宗教法人大岡寺に落札されていたことが判明した。この競売にともない、同年8月20日には円満院の所有権をこの宗教法人に移転する法的な手続きが完了した。文化庁は「異例の事態」とコメントしている。

## 境内
- 本堂
- 庫裏
- 宿坊三蜜殿
- 遊々館

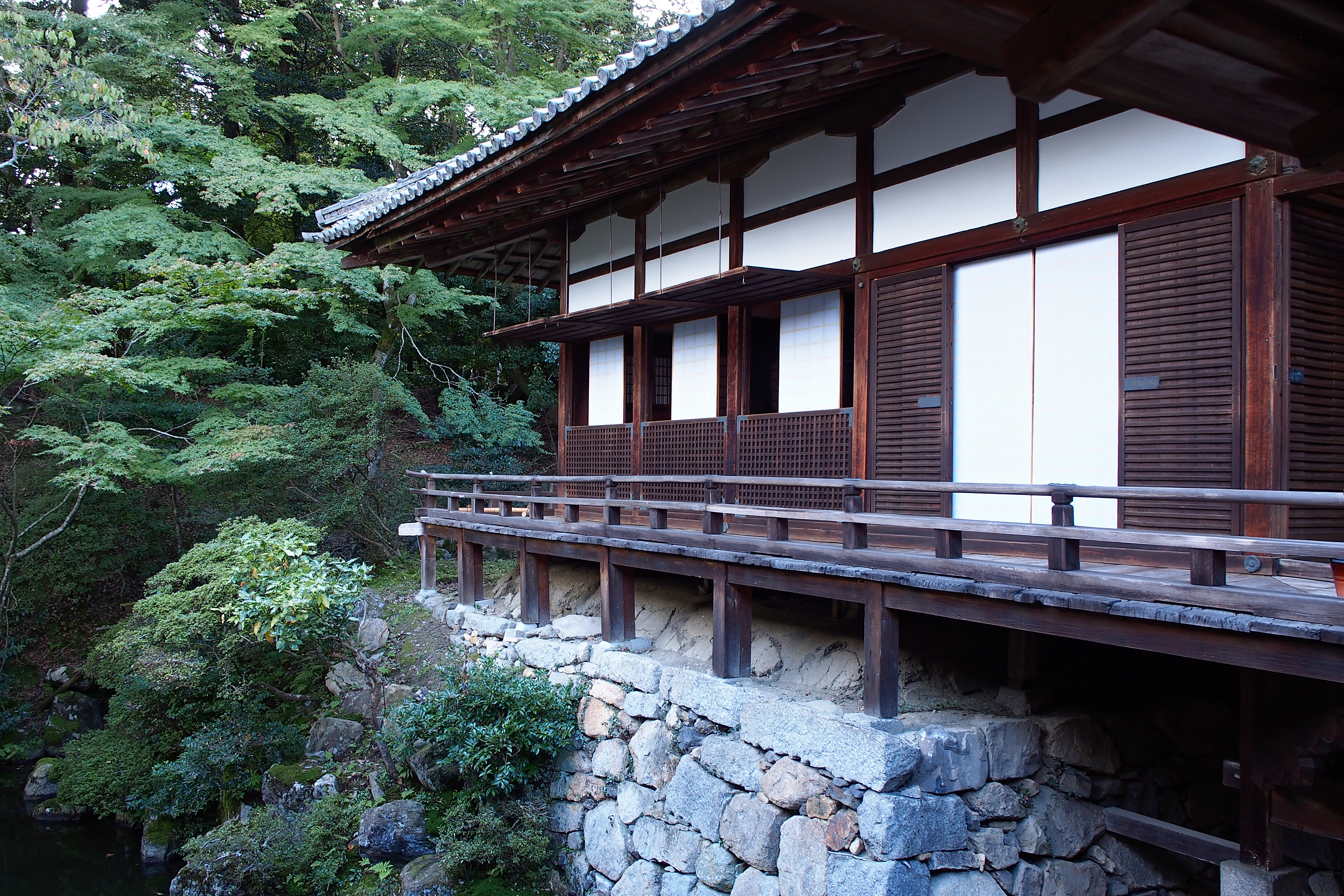
本堂

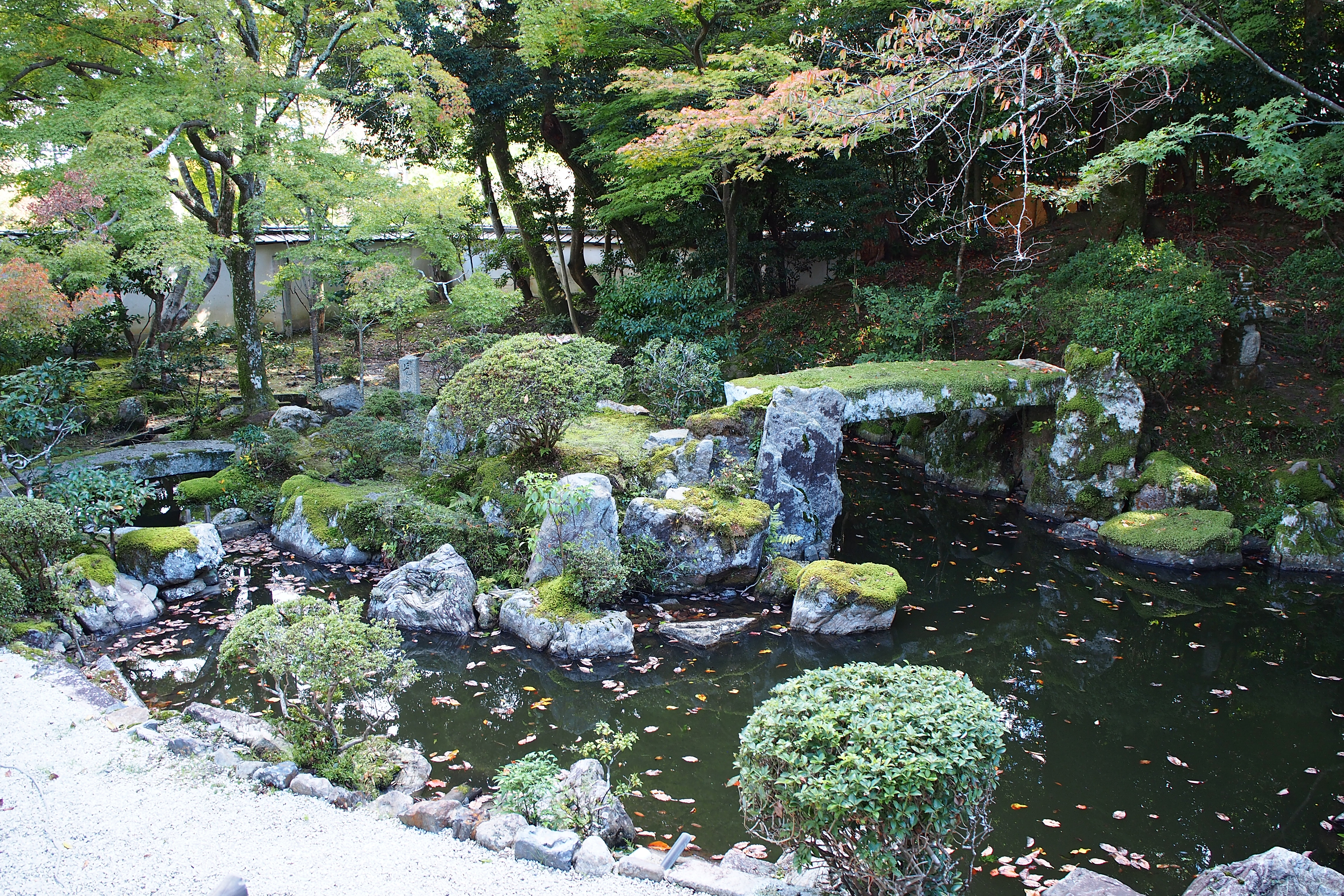
庭園の石組

- 大津絵美術館 - 江戸時代に東海道の大津宿で街道を行き交う人々に売られていた縁起物の絵「大津絵」を展示している。
- 宸殿（重要文化財） - 入母屋造、杮葺。当初は元和5年（1619年）に2代将軍徳川秀忠と御台所江姫の五女・和子（東福門院）が後水尾天皇に入内した際に禁裏に造営されたものと伝わる。その後正保4年（1647年）になって和子所生の明正天皇によりこれが円満院に下賜されて同地に移築されたもので、1902年（明治35年）には国の重要文化財に指定された。間取りは南北2列の計6室からなり、北西に位置する一の間には後水尾天皇が座ったと伝わる御座もある。各室には狩野派による障壁画が描かれていたが、今日見られるものは複製で、原本の障壁画は京都国立博物館に収蔵されている[6][7]。
- 玄関
- 御常御殿
- 庭園「三井の名庭」（国指定名勝及び史跡） - 宸殿の南側にある庭園は室町時代の造園家・相阿弥の作と伝えられる池泉観賞式庭園である。中央に細長く池を掘り、建物と池の空き地には白砂が一面に敷きつめられ、池の背後には自然の地形を生かした築山があり、池の中には鶴島・亀島が浮かび、高く巨大な石橋が架けられ、池泉観賞式の「鶴亀の蓬莱庭（ほうらいてい）」として不老長寿を願い、慶祝を表す庭となっている。
- 不動堂三心殿 - 護摩堂。
- 鐘楼 - 現代アートのような造りになっている。
- 勅使門
  - 門番所 - 内部はそば屋となっている。

## 文化財

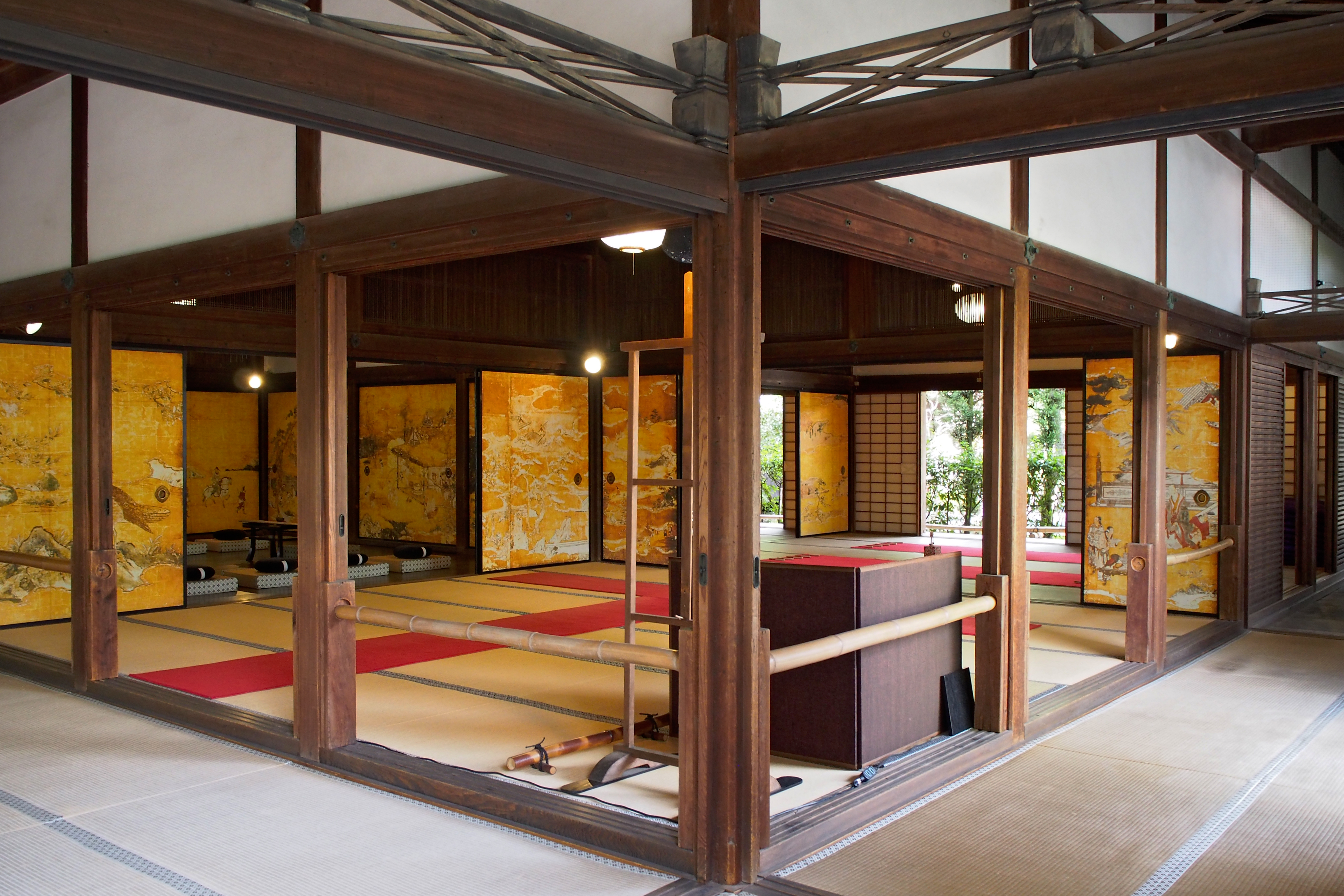
宸殿内部

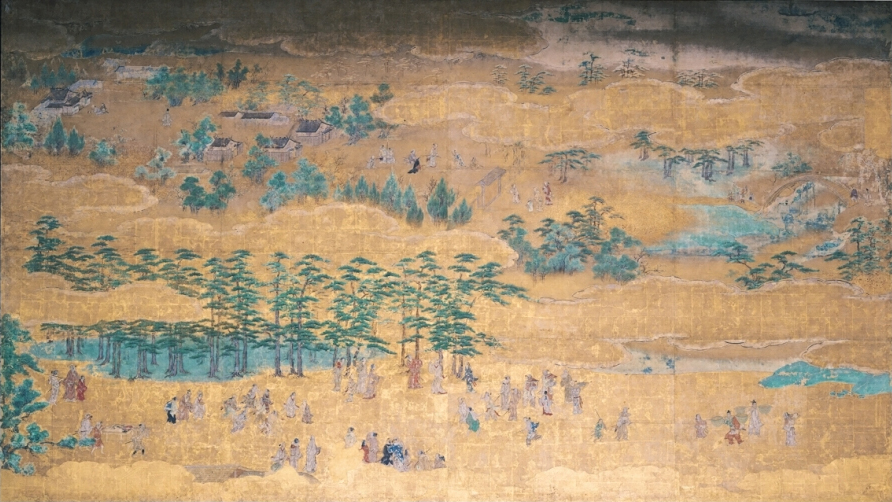
旧宸殿障壁画のうち「住吉社頭図」（京都国立博物館蔵）

### 重要文化財
- 宸殿 附：玄関 1棟、獅子口 2個

### 国指定史跡・名勝
- 庭園 - 三井の名庭。

### 大津市指定有形文化財
- 紙本墨画四条河原納涼図稿本 1幅 - 円山応挙筆。

### 旧蔵の重要文化財
以下の文化財は第二次世界大戦後に円満院の所蔵を離れたものである。
- 絹本著色浄土曼荼羅図 - 九州国立博物館 蔵。
- 絹本著色虚空蔵菩薩像 - 奈良国立博物館 蔵。
- 金地著色風俗図 4面[9]（宸殿五之間襖貼付）- 京都国立博物館 蔵。
- 金地著色住吉社頭図 6面[9]（宸殿一之間床間及び違棚壁貼付）- 京都国立博物館 蔵。
- 紙本著色七難七福図 3巻 円山応挙筆（附：応挙筆画稿2巻、祐常筆注文画稿1巻）- 相国寺承天閣美術館 蔵。
- 絹本著色孔雀牡丹図 円山応挙筆 - 相国寺承天閣美術館 蔵。
- 紙本著色園城寺境内古図 12幅 - 京都国立博物館 蔵。
- 後深草天皇宸翰消息断簡 2通 - 京都国立博物館 蔵
- 後光厳院宸翰消息（何条事候哉云々） - 相国寺承天閣美術館 蔵。

## 前後の札所
近畿三十六不動尊霊場
24 岩屋寺　-　25 円満院　-　26 無動寺

## 交通アクセス
- 京阪電気鉄道 石山坂本線 三井寺駅 徒歩8分
- JR琵琶湖線 大津駅 徒歩15分

## 拝観案内
※円満院の所有権が別の宗教法人に移った後も、重文の宸殿や庭園などの拝観は引き続き可能である。
- 拝観時間 午前9時 - 午後4時半
- 拝観料
  - 大人 500円（400円）
  - 高校生 300円（250円）
  - 中学生以下 無料
  - 身障者 無料

※カッコ内は30名以上の団体割引料金

## 不動護摩
円満院の護摩法要は、御本尊の不動明王の前に護摩壇を設け、護摩木と呼ばれる特製の薪に祈願者が自ら願文や氏名などを記し、これを護摩壇で焼くことで心の迷いや煩悩も焼き尽くし、願いをより清浄されたものとすることでその高揚を引き出し、これによって祈願成就を祈る法要である。円満院では毎月第2日曜日と28日の両日を「お不動さんの日」として、圓満院に伝わる秘仏金色不動明王の力で運を開き願いを叶える護摩供を厳修している。誰でも参加できる。
- 厳修場所
  - 圓満院内三心殿護摩堂
- 厳修時間
  - 毎月第2日曜日 午前10時より
  - 毎月28日 午前10時より
- 護摩木代
  - 1本500円（不動粥付）